# Адміністративний устрій Черняхівського району
Головна стаття — Черняхівський район
Адміністративний устрій Черняхівського району — адміністративно-територіальний поділ Черняхівського району Житомирської області на 2 сільські територіальні громади, 2 селищні і 15 сільських рад, які об'єднують 56 населених пунктів (2 знаходяться в складі Оліївської сільської громади Житомирського району) та підпорядковані Черняхівській районній раді. Адміністративний центр — смт Черняхів.

## Сучасний устрій

### Список громад
| № | Назва                        | Центр      | Населені пункти | Площа км² | Місце за площею | Населення (2001), чол. | Місце за населенням |
| - | ---------------------------- | ---------- | --- | --------- | --------------- | ---------------------- | ------------------- |
| 1 | Високівська сільська громада | с. Високе  | с. Високе с. Городище с. Забріддя с. Осники с. Щеніїв                                                                                        |           |                 |                        |                     |
| 2 | Вільська сільська громада    | с. Вільськ | с. Вишпіль с. Вільськ с. Зороків с. Іванків с. Івановичі с. Крученець с. Ксаверівка с. Новопіль с. Окілок с. Перемога с. Щербини с. Ялинівка |           |                 |                        |                     |
| 3 | Оліївська сільська громада   | Оліївка    | с. Некраші с. Троковичі |           |                 |                        |                     |

### Список рад
| №  | Назва                            | Центр             | Населені пункти                                  | Площа км² | Місце за площею | Населення (2001), чол. | Місце за населенням |
| -- | -------------------------------- | ----------------- | ------------------------------------------------ | --------- | --------------- | ---------------------- | ------------------- |
| 1  | Головинська селищна рада         | смт Головине      | смт Головине                                     |           |                 |                        |                     |
| 2  | Черняхівська селищна рада        | смт Черняхів      | с. Новосілка смт Черняхів                        |           |                 |                        |                     |
| 3  | Андріївська сільська рада        | с. Андріївка      | с. Андріївка                                     |           |                 |                        |                     |
| 4  | Бежівська сільська рада          | с. Бежів          | с. Бежів                                         |           |                 |                        |                     |
| 5  | Великогорбашівська сільська рада | с. Велика Горбаша | с. Велика Горбаша с. Мала Горбаша                |           |                 |                        |                     |
| 6  | Видиборська сільська рада        | с. Видибор        | с. Видибор с. Ганнопіль с. Коростелівка с. Свидя |           |                 |                        |                     |
| 7  | Горбулівська сільська рада       | с. Горбулів       | с. Горбулів с. Науменка                          |           |                 |                        |                     |
| 8  | Дівочківська сільська рада       | с. Дівочки        | с. Дівочки                                       |           |                 |                        |                     |
| 9  | Жадьківська сільська рада        | с. Жадьки         | с. Жадьки с. Нераж с. Нові Жадьки                |           |                 |                        |                     |
| 10 | Клітищенська сільська рада       | с. Клітище        | с. Клітище с. Плехів                             |           |                 |                        |                     |
| 11 | Очеретянська сільська рада       | с. Очеретянка     | с. Очеретянка с. Рудня                           |           |                 |                        |                     |
| 12 | Пекарщинська сільська рада       | с. Пекарщина      | с. Мокренщина с. Пекарщина                       |           |                 |                        |                     |
| 13 | Салівська сільська рада          | с. Сали           | с. Нові Сали с. Осівка с. Росівка с. Сали        |           |                 |                        |                     |
| 14 | Селецька сільська рада           | с. Селець         | с. Браженка с. Селець                            |           |                 |                        |                     |
| 15 | Селянщинська сільська рада       | с. Селянщина      | с. Вишневе с. Селянщина с. Славів                |           |                 |                        |                     |
| 16 | Сліпчицька сільська рада         | с. Сліпчиці       | с. Корчівка с. Сліпчиці                          |           |                 |                        |                     |
| 17 | Стиртівська сільська рада        | с. Стирти         | с. Малинівка с. Стирти с. Федорівка              |           |                 |                        |                     |

## Список рад до початку реформи (2015 року)
| №  | Назва                            | Центр             | Населені пункти                                  | Площа км² | Місце за площею | Населення (2001), чол. | Місце за населенням |
| -- | -------------------------------- | ----------------- | ------------------------------------------------ | --------- | --------------- | ---------------------- | ------------------- |
| 1  | Головинська селищна рада         | смт Головине      | смт Головине                                     |           |                 |                        |                     |
| 2  | Черняхівська селищна рада        | смт Черняхів      | смт Черняхів с. Новосілка                        |           |                 |                        |                     |
| 3  | Андріївська сільська рада        | с. Андріївка      | с. Андріївка                                     |           |                 |                        |                     |
| 4  | Бежівська сільська рада          | с. Бежів          | с. Бежів                                         |           |                 |                        |                     |
| 5  | Великогорбашівська сільська рада | с. Велика Горбаша | с. Велика Горбаша с. Мала Горбаша                |           |                 |                        |                     |
| 6  | Видиборська сільська рада        | с. Видибор        | с. Видибор с. Ганнопіль с. Коростелівка с. Свидя |           |                 |                        |                     |
| 7  | Високівська сільська рада        | с. Високе         | с. Високе с. Осники                              |           |                 |                        |                     |
| 8  | Вільська сільська рада           | с. Вільськ        | с. Вільськ с. Перемога с. Щербини с. Ялинівка    |           |                 |                        |                     |
| 9  | Горбулівська сільська рада       | с. Горбулів       | с. Горбулів с. Науменка                          |           |                 |                        |                     |
| 10 | Городищенська сільська рада      | с. Городище       | с. Городище                                      |           |                 |                        |                     |
| 11 | Дівочківська сільська рада       | с. Дівочки        | с. Дівочки                                       |           |                 |                        |                     |
| 12 | Жадьківська сільська рада        | с. Жадьки         | с. Жадьки с. Карла Маркса с. Нераж               |           |                 |                        |                     |
| 13 | Забрідська сільська рада         | с. Забріддя       | с. Забріддя с. Щеніїв                            |           |                 |                        |                     |
| 14 | Зороківська сільська рада        | с. Зороків        | с. Зороків с. Вишпіль с. Іванків                 |           |                 |                        |                     |
| 15 | Клітищенська сільська рада       | с. Клітище        | с. Клітище с. Плехів                             |           |                 |                        |                     |
| 16 | Ксаверівська сільська рада       | с. Ксаверівка     | с. Ксаверівка с. Крученець                       |           |                 |                        |                     |
| 17 | Новопільська сільська рада       | с. Новопіль       | с. Новопіль с. Івановичі с. Окілок               |           |                 |                        |                     |
| 18 | Очеретянська сільська рада       | с. Очеретянка     | с. Очеретянка с. Рудня                           |           |                 |                        |                     |
| 19 | Пекарщинська сільська рада       | с. Пекарщина      | с. Пекарщина с. Мокренщина                       |           |                 |                        |                     |
| 20 | Салівська сільська рада          | с. Сали           | с. Сали с. Нові Сали с. Осівка с. Росівка        |           |                 |                        |                     |
| 21 | Селецька сільська рада           | с. Селець         | с. Селець с. Браженка                            |           |                 |                        |                     |
| 22 | Селянщинська сільська рада       | с. Селянщина      | с. Селянщина с. Вишневе с. Славів                |           |                 |                        |                     |
| 23 | Сліпчицька сільська рада         | с. Сліпчиці       | с. Сліпчиці с. Корчівка                          |           |                 |                        |                     |
| 24 | Стиртівська сільська рада        | с. Стирти         | с. Стирти с. Малинівка с. Федорівка              |           |                 |                        |                     |
| 25 | Троковицька сільська рада        | с. Троковичі      | с. Троковичі с. Некраші                          |           |                 |                        |                     |

* Примітки: смт — селище міського типу, с. — село

## Історія
Утворений 7 березня 1923 року в складі Житомирської округи з Горбашівської, Зороківської, Клітищенської, Мокренщинської, Колоніє-Черняхівської, Черняхівської сільських рад Черняхівської волості, Андріївської, Бежівської, Високівської, Ворівської, Дівочківської, Забрідської, Осниківської, Сліпчицької, Стиртівської сільських рад Бежівської волості та Бабичівської, Вигодської, Вільської, Гуто-Юстинівської, Дубовецької, Здань-Болярської, Івановицької, Колодіївської, Кручинецької, Новопільської, Сколобівської, Старо-Олександрівської, Щербинської, Юльянівської сільських рад Пулинської волості Житомирського повіту Волинської губернії.
24 серпня 1923 року Бабичівську, Гуто-Юстинівську та Староолександрівську сільські ради було передано до складу Пулинського району.
12 квітня 1924 року включено до складу району Кам'янську, Некрашівську, Піщанську та Троковицьку сільські ради Левківського району.
28 вересня 1925 року до складу району передано Селянщинську та Славівську сільські ради Володарського району, Вересівську, Городищенську, Крошенсько-Російську, Крошенсько-Чеську, Соколово-Гірську сільські ради Левківського району. Передано до складу Пулинського району Дубовецьку, Здань-Болярську, Колодіївську, Кручинецьку, Новопільську, Окілківську, Черемошненську, Щербинську та Юліанівську сільські ради.
В складі району було утворено:12 квітня 1924 року — Окілківську, 18 жовтня 1924 року — Високо-Чеську, 21 лютого 1925 року — Андріївську німецьку, 28 вересня 1925 року — Гадзинську, 27 жовтня 1926 року — Корчівську, 23 серпня 1928 року — Вишпільську, 13 листопада 1928 року — Андріївську, 13 червня 1930 року — Головинську сільські ради. 10 березня 1926 року Черняхівську сільську раду реорганізовано в селищну.
3 червня 1930 року Березівську, Дубовецьку, Колодіївську, Кручинецьку, Новопільську, Окілківську, Садківську, Черемошненську та Щербинську сільські ради передано до складу Пулинського німецького національного району.
15 вересня 1930 року Андріївську, Вересівську, Гадзинську, Голіївську, Кам'янську, Крошенську-Українську, Крошенську-Чеську та Соколово-Гірську сільські ради було включено до складу Житомирської міської ради. 17 жовтня 1935 року туди ж було передано Дубовецьку, Колодіївську, Садківську, Черемошненську та Щербинську сільські ради, що були повернуті після ліквідації Пулинського національного німецького району.
21 березня 1934 року Бабичівську сільську раду передано до складу Пулинського району. В 1935 році до складу району передано Буряківську та Олександрівську сільські ради Пулинського району та Івановицьку сільську раду Володарсько-Волинського району.
В 1941-43 роках територія району входила до складу гебітскомісаріату Житомир Генеральної округи Житомир. Було утворено Головенську, Карлівську та Щеніївську сільські управи.
11 серпня 1954 року було розформовано Андріївську, Високівську, Вишпільську, Головинську, Іванківську, Корчівську, Кручинецьку, Окілківську, Некрашівську, Осниківську, Славівську, Щеніївську та Щербинську сільські ради.
21 січня 1959 року до складу району було включено Видиборську, Ганнопільську, Горбулівську, Жадьківську та Селецьку сільські ради розформованого Потіївського району.
30 грудня 1962 року до складу району було передано територію ліквідованого Володарсько-Волинського району (15 сільських рад), Слобідську сільську раду Коростишівського району, Вихлянську, Гуто-Потіївську та Потіївську сільські ради Малинського району, Торчинську сільську раду Радомишльського району, Бабичівську та Колодіївську сільські ради Червоноармійського району.
7 січня 1963 року Слобідську і Торчинську сільські ради передано до складу Коростишівського району, Бабичівську та Колодіївську — до складу Новоград-Волинського району. Ліквідовано Новосільську та відновлено Ягодинську сільські ради.
8 грудня 1966 року до складу відновленого Володарсько-Волинського району були передані Березівська, Давидівська, Дашинська, Дворищенська, Ємилівська, Зубринська, Краївщинська, Кропивнянська, Небізька, Поромівська, Радицька, Рижанська, Суховільська, Топорищенська, Фасівська та Ягодинська сільські ради.
1 лютого 1971 року відновлено Салівську, 9 грудня 1985 року — Ксаверівську, 18 червня 1990 року — Городищенську сільські ради. 19 січня 1981 року утворено Головинську селищну раду.
До початку адміністративно-територіальної реформи в Україні (станом на початок 2015 року) до складу району входили 2 селищні та 23 сільські ради.
6 серпня 2015 року в складі району було утворено Високівську сільську громаду, до складу котрої увійшли та 27 листопада 2015 року припинили існування Високівська, Городищенська та Забрідська сільські ради.
7 вересня 2016 року в складі району утворено Вільську сільську громаду, внаслідок чого 28 грудня 2016 року припинили існування Вільська, Зороківська, Ксаверівська та Новопільська сільські ради, що увійшли до її складу.
14 липня 2017 року Троковицька сільська рада увійшла до складу Оліївської сільської громади Житомирського району та припинила існування.
На час ліквідації району, відповідно до Постанови Верховної Ради України від 17 липня 2020 року, до його складу входили 2 сільські об'єднані територіальні громади, 2 селищні та 15 сільських рад.